# Paul Coffey
Paul Douglas Coffey (* 1. Juni 1961 in Weston, Ontario) ist ein ehemaliger kanadischer Eishockeyspieler und derzeitiger -trainer. Zwischen 1980 und 2000 absolvierte er über 1400 Spiele für neun verschiedene Teams in der National Hockey League und verzeichnete dabei über 1500 Scorerpunkte. Den Großteil seiner Karriere verbrachte er bei den Edmonton Oilers, mit denen er 1984, 1985 und 1987 ebenso den Stanley Cup gewann wie ein viertes Mal im Jahre 1991 mit den Pittsburgh Penguins. Mit der kanadischen Nationalmannschaft nahm er dreimal am Canada Cup teil und errang dort mit dem Team jeweils die Goldmedaille.
Coffey gilt als einer der besten Abwehrspieler und hält bis heute eine Reihe von NHL-Rekorden auf seiner Position. Nach Denis Potvin wurde er zum zweiten Verteidiger, der die Marke von 1000 Scorerpunkten erreichte, während er bis heute in erzielten Toren (396), Vorlagen (1135) und Punkten (1531) nur von Ray Bourque übertroffen wurde. Zudem wurde er dreimal mit der James Norris Memorial Trophy als bester Abwehrspieler der Liga ausgezeichnet, fand mehrfach im NHL All-Star Team Berücksichtigung und wurde schließlich im Jahre 2004 in die Hockey Hall of Fame aufgenommen.

## Karriere
Paul Coffey wurde als sechster im NHL Entry Draft 1980 von den Edmonton Oilers gezogen.
Coffey spielte die ersten sieben Jahre bei den seinerzeit sehr erfolgreichen Edmonton Oilers, mit denen er dreimal den Stanley Cup (1984, 1985 und 1987) gewinnen konnte. 1987 wurde Coffey unter anderem für Craig Simpson und Chris Joseph zu den Pittsburgh Penguins getradet, wo er die nächsten 4½ Jahre spielte und 1991 ebenfalls den Stanley Cup gewinnen konnte. Danach wechselte er zu den Los Angeles Kings, wo er knapp 2 Jahre blieb. Dann wechselte er unter anderem im Tausch für Jimmy Carson zu den Detroit Red Wings und spielte hier wiederum 4½ Jahre. Nach dieser Zeit kam er ein Jahr lang bei den Hartford Whalers zum Einsatz. Die darauffolgenden zwei Jahre spielte er bei den Philadelphia Flyers. Nach einer halben Saison mit den Chicago Blackhawks wechselte er nach Carolina und blieb dort 1½ Jahre. Das letzte halbe Jahr seiner aktiven Karriere verbrachte er bei den Boston Bruins.
Im Jahr 2000 erklärte Paul Coffey seinen Rücktritt vom aktiven, professionellen Sport. Der Höhepunkt seiner Karriere war die Saison 1985/86 in der er 138 Punkte erzielen konnte. Paul Coffey gewann dreimal die Norris Trophy als bester Abwehrspieler der Liga (1985, 1986, 1995).
Er trat mit den meisten Scorerpunkten als Abwehrspieler innerhalb der Playoffs in der Geschichte der NHL zurück und liegt in der Scorerwertung innerhalb der regulären Saison hinter Ray Bourque an zweiter Stelle. Als einer der besten Abwehrspieler – vor allem bekannt für seine Schlittschuhtechnik und seine Geschwindigkeit – wurde Paul Coffey im Jahr 2004 in die Hockey Hall of Fame aufgenommen. Zudem sperrten die Oilers im Jahre 2005 seine Trikotnummer 7.
Mit der kanadischen Nationalmannschaft gewann Coffey drei Mal – 1984, 1987 und 1991 – den Canada Cup.
Seit November 2023 ist er bei den Oilers als Assistenztrainer aktiv, nachdem er dem Team zuvor bereits beratend zur Seite gestanden hatte.

## Karrierestatistik

### International
Vertrat Kanada bei:
| - Canada Cup 1984 - Canada Cup 1987 - Weltmeisterschaft 1990 | - Canada Cup 1991 - World Cup of Hockey 1996 |

(Legende zur Spielerstatistik: Sp oder GP = absolvierte Spiele; T oder G = erzielte Tore; V oder A = erzielte Assists; Pkt oder Pts = erzielte Scorerpunkte; SM oder PIM = erhaltene Strafminuten; +/− = Plus/Minus-Bilanz; PP = erzielte Überzahltore; SH = erzielte Unterzahltore; GW = erzielte Siegtore; 1 Play-downs/Relegation; Kursiv: Statistik nicht vollständig)

## Erfolge und Auszeichnungen
| - 1980 OHA Second All-Star Team - 1982 Teilnahme am NHL All-Star Game - 1982 NHL Second All-Star Team - 1983 Teilnahme am NHL All-Star Game - 1983 NHL Second All-Star Team - 1984 Teilnahme am NHL All-Star Game - 1984 Stanley-Cup-Gewinn mit den Edmonton Oilers - 1984 NHL Second All-Star Team - 1985 Teilnahme am NHL All-Star Game - 1985 Stanley-Cup-Gewinn mit den Edmonton Oilers - 1985 James Norris Memorial Trophy - 1985 NHL First All-Star Team - 1986 Teilnahme am NHL All-Star Game - 1986 James Norris Memorial Trophy - 1986 NHL First All-Star Team - 1987 Stanley-Cup-Gewinn mit den Edmonton Oilers - 1988 Teilnahme am NHL All-Star Game | - 1989 Teilnahme am NHL All-Star Game - 1989 NHL First All-Star Team - 1990 Teilnahme am NHL All-Star Game - 1990 NHL-Spieler des Monats Februar - 1990 NHL Second All-Star Team - 1991 Teilnahme am NHL All-Star Game - 1991 Stanley-Cup-Gewinn mit den Pittsburgh Penguins - 1992 Teilnahme am NHL All-Star Game - 1993 Teilnahme am NHL All-Star Game - 1994 Teilnahme am NHL All-Star Game - 1995 NHL-Spieler des Monats April - 1995 James Norris Memorial Trophy - 1995 NHL First All-Star Team - 1996 Teilnahme am NHL All-Star Game - 1997 Teilnahme am NHL All-Star Game - 2004 Aufnahme in die Hockey Hall of Fame |

### International
| - 1984 Goldmedaille beim Canada Cup - 1984 All-Star-Team des Canada Cup - 1987 Goldmedaille beim Canada Cup | - 1991 Goldmedaille beim Canada Cup - 1996 Zweiter Platz beim World Cup of Hockey - 1996 Bester Vorlagengeber des World Cup of Hockey (gemeinsam mit Brian Leetch) |

## Rekorde
- 48 Tore als Verteidiger in einer Saison (85/86).
- 8 Punkte als Verteidiger in einem Spiel (14. März 1986; Oilers – Red Wings 12:3) gemeinsam mit Tom Bladon.
- 28 aufeinanderfolgende Spiele mit mind. einem Punkt als Verteidiger (85/86; 16 Tore und 39 Assists).
- 12 Tore als Verteidiger in einer Playoff-Saison (1985).
- 25 Assists als Verteidiger in einer Playoff-Saison (1985).
- 37 Punkte als Verteidiger in einer Playoff-Saison (1985).
- 5 Assists als Verteidiger in einem Playoff-Spiel (14. Mai 1985; Oilers – Blackhawks 10:5) gemeinsam mit Risto Siltanen.
- 6 Punkte als Verteidiger in einem Playoff-Spiel (14. Mai 1985; Oilers – Blackhawks 10:5).